# USS New Jersey (BB-16)
«Нью-Джерси (BB-16)» (англ. USS New Jersey (BB-16)) — четвертый океанский эскадренный броненосец  типа «Вирджиния».
Эскадренный броненосец ВМС США «Нью-Джерси (BB-16)» был первым кораблем, названным в честь  штата Нью-Джерси. Он стал 16-м броненосцем 1-го ранга в составе американского флота.
«Нью-Джерси» был заложен 2 апреля 1902 на верфи Фор-Ривер, Куинси, штат Массачусетс. Спущен на воду 10 ноября 1904. Бутылку о борт корабля разбила мисс Стелла Тейт, сестра Конгрессмена от штата Джорджия Фэриша Картера Тейта. Введен в эксплуатацию 12 мая 1906, Командиром корабля был назначен капитан Р. Г. Дэвенпорт.

## Первая мировая война
Во время Первой мировой войны Нью-Джерси с играл значительную роль в расширении военно-морского флота. На борту корабля проходили обучение артиллеристы и кадеты в Чесапикском заливе. После заключения Перемирия броненосец совершил четыре похода во Францию, и к 9 июня 1919 перевез в США 5,000 американских солдат из числа Экспедиционных войск. Нью-Джерси был списан 6 августа 1920 на Военно-морской Верфи в Бостоне. Вместе с Вирджинией использовался в армейских испытаниях у мыса Хаттерас, проводимых бригадным генералом Билли Митчелломот, в результате которых был потоплен 5 сентября 1923.